# 奥村篤輝
奥村 篤輝（おくむら あつてる、嘉永5年10月24日（1852年12月5日） - 明治2年4月27日（1869年6月7日））は、幕末の加賀藩重臣。加賀八家奥村分家第14代当主。
父は加賀藩年寄奥村直温。幼名福松。通称左京。

## 生涯
嘉永5年（1852年）10月24日、加賀藩年寄奥村直温の子として生まれる。元治元年（1864年）、父の死去により家督と知行1万2000石を相続する。
明治2年（1869年）4月27日死去。享年18。家督は叔父則友が相続した。